# Ischariotzcky
1. Preusmjeri Nacrt:Ischariotzcky